# 비단사돈풀아과
비단사돈풀아과(Spyridioideae)는 진정홍조강 비단풀목 외깃풀과에 속하는 홍조식물 아과의 하나이다. 3속 16종으로 이루어져 있다. 긴비단사돈풀(Spyridia elongata)과 큰비단사돈풀(Spyridia filamentosa) 등을 포함하고 있다.

## 하위 속
- Spyrideae
- 비단사돈풀속 (Spyridia)
- Spyridiocolax